# MRPL17
MRPL17 (англ. Mitochondrial ribosomal protein L17) – білок, який кодується однойменним геном, розташованим у людей на короткому плечі 11-ї хромосоми. Довжина поліпептидного ланцюга білка становить 175 амінокислот, а молекулярна маса — 20 050.
| 10         |  | 20         |  | 30         |  | 40         |  | 50         |
| ---------- |  | ---------- |  | ---------- |  | ---------- |  | ---------- |
| MRLSVAAAIS |  | HGRVFRRMGL |  | GPESRIHLLR |  | NLLTGLVRHE |  | RIEAPWARVD |
| EMRGYAEKLI |  | DYGKLGDTNE |  | RAMRMADFWL |  | TEKDLIPKLF |  | QVLAPRYKDQ |
| TGGYTRMLQI |  | PNRSLDRAKM |  | AVIEYKGNCL |  | PPLPLPRRDS |  | HLTLLNQLLQ |
| GLRQDLRQSQ |  | EASNHSSHTA |  | QTPGI      |  |            |  |            |

A: Аланін

C: Цистеїн

D: Аспарагінова кислота

E: Глутамінова кислота

F: Фенілаланін

G: Гліцин

H: Гістидин

I: Ізолейцин

K: Лізин

L: Лейцин

M: Метіонін

N: Аспарагін

P: Пролін

Q: Глутамін

R: Аргінін

S: Серин

T: Треонін

V: Валін

W: Триптофан

Кодований геном білок за функціями належить до рибонуклеопротеїнів, рибосомних білків. 
Локалізований у мітохондрії.